# Pire Goureye
Pire Goureye (ou Pir Goureye) est une localité du nord-ouest du Sénégal. C'est un haut lieu de l'enseignement islamique.

## Histoire
Pire Goureye se trouve dans l'ancien royaume du Cayor.
Vers 1603, Khaly Amar Fall y fonde une université islamique. Malheureusement, en 1864 l’université de Pire a connu le même sort que la bibliothèque d’Alexandrie. Elle a été brulée par Valière, gouverneur de l’AOF (Afrique occidentale française). Selon Ibrahima Fall, fils de Khaly Amar Fall, c’était à la suite d'une mésentente entre le colon et le Serigne de Pire de l’époque, Boubacar Penda Yéri.
La Grande Mosquée de Pire et le mausolée Khaly Amar Fall figurent sur la liste des sites et monuments historiques.

## Administration
Le village fait partie de la communauté rurale du même nom, dans le département de Tivaouane dans la région de Thiès. La commune est dirigée par le Maire Serigne Mboup depuis 2014.

## Géographie

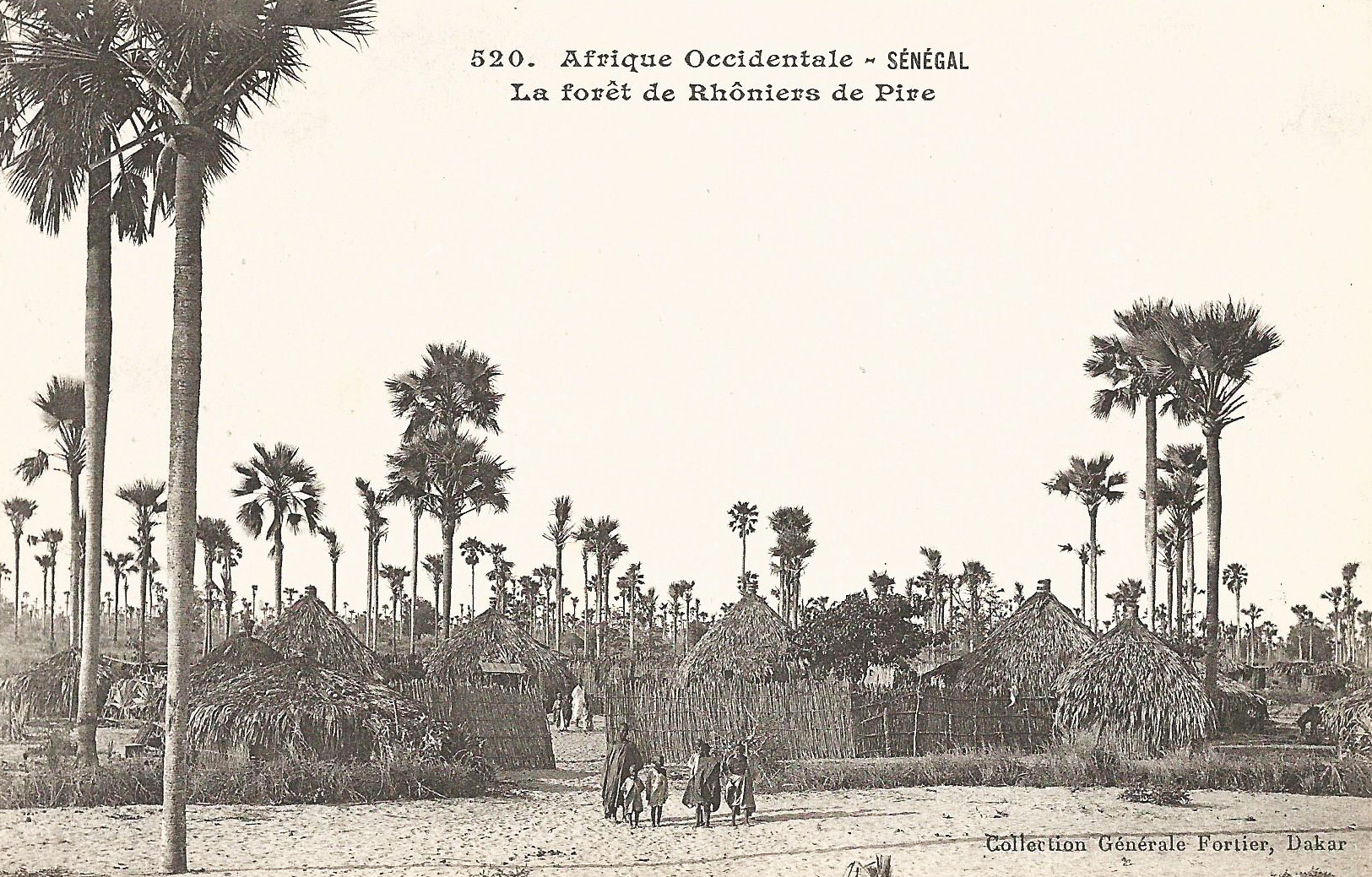
Forêt de rôniers de Pire.

À vol d'oiseau, les localités les plus proches sont Pal, Mboufta, Ngaye Ngaye, Taoua, Baiti Sali et Meumou.

### Population
En 2003, le village de Pire Goureye comptait 5 790 personnes et 661 ménages, sans parler de la Communauté rurale.